# Pneophyllum mauritianum
Pneophyllum mauritianum (Foslie) P.C. Silva, 1996 é o nome botânico de uma espécie de algas vermelhas pluricelulares do gênero Pneophyllum, família Corallinaceae, subfamília Mastophoroideae.
- São algas marinhas encontradas nas Ilhas Maurícias e Comores.

## Sinonímia
- Lithophyllum mauritianum Foslie, 1907
- Melobesia mauritiana (Foslie) Foslie, 1908
- Heteroderma mauritianum (Foslie) Foslie, 1909